# St. Petersburg Ladies Trophy
St. Petersburg Ladies Trophy je profesionální tenisový turnaj žen hraný v ruském Petrohradu. Na okruhu WTA Tour se od sezóny 2021 řadí do kategorie WTA 500. Spolu s moskevským Kremlin Cupem tvoří jednu ze dvou ruských událostí v této úrovni ženského tenisu. Probíhá v aréně Sibur na dvorcích s tvrdým povrchem Rebound Ace. Do soutěže dvouhry nastupuje dvacet osm hráček a čtyřhry se účastní šestnáct párů.
V letech 2003–2015 se odehrával na nižším okruhu ITF s dotací 25 či 50 tisíc dolarů a nesl název Ladies Neva Cup. V letech 2007 a 2009–2014 se nekonal. Mezi roky 2016–2020 byl na okruhu WTA Tour součástí kategorie WTA Premier. 

## Historie turnaje
Turnaj byl založen pod názvem Ladies Neva Cup v roce 2003 v rámci túry ITF. První vítězkou se stala Ruska Jevgenija Liněcká. Poslední ročník na okruhu ITF ovládla v sezóně 2015 Lotyška Jeļena Ostapenková.
V kalendáři okruhu WTA Tour v roce 2016 nahradil antverpskou událost BNP Paribas Fortis Diamond Games. Po odehrání jediného ročníku 2015 v kategorii Premier byl belgický turnaj ukončen.

## Přehled finále

### Dvouhra
| Rok  | vítězka                | finalistka             | výsledek           | kategorie        |
| ---- | ---------------------- | ---------------------- | ------------------ | ---------------- |
| 2003 | Jevgenija Liněcká      | Taťjana Uvarovová      | 5–7, 6–4, 6–4      | ITF – 25 000 USD |
| 2004 | Anastasia Jakimovová   | Emma Laineová          | 3–6, 6–2, 6–1      | ITF – 50 000 USD |
| 2005 | Jekatěrina Byčkovová   | Emma Laineová          | 6–1, 6–2           | ITF – 25 000 USD |
| 2006 | Alberta Briantiová     | Alla Kudrjavcevová     | 6–1, 6–4           | ITF – 25 000 USD |
| 2007 | nekonal se             | nekonal se             | nekonal se         | ITF – 25 000 USD |
| 2008 | Magdaléna Rybáriková   | Anna Lapuščenkovová    | 6–4, 6–2           | ITF – 25 000 USD |
| 2009 | turnaj se nekonal      | turnaj se nekonal      | turnaj se nekonal  |                  |
| 2014 | turnaj se nekonal      | turnaj se nekonal      | turnaj se nekonal  |                  |
| 2015 | Jeļena Ostapenková     | Patricia Maria Țigová  | 3–6, 7–5, 6–2      | ITF – 50 000 USD |
| 2016 | Roberta Vinciová       | Belinda Bencicová      | 6–4, 6–3           | WTA Premier      |
| 2017 | Kristina Mladenovicová | Julia Putincevová      | 6–2, 6–7(3–7), 6–4 | WTA Premier      |
| 2018 | Petra Kvitová          | Kristina Mladenovicová | 6–1, 6–2           | WTA Premier      |
| 2019 | Kiki Bertensová        | Donna Vekićová         | 7–6(7–2), 6–4      | WTA Premier      |
| 2020 | Kiki Bertensová (2)    | Jelena Rybakinová      | 6–1, 6–3           | WTA Premier      |
| 2021 | Darja Kasatkinová      | Margarita Gasparjanová | 6–3, 2–1skreč      | WTA 500          |
| 2022 | Anett Kontaveitová     | Maria Sakkariová       | 5–7, 7–6(7–4), 7–5 | WTA 500          |

### Čtyřhra
| Rok  | vítězky                                          | finalistky                                | výsledek              | kategorie        |
| ---- | ------------------------------------------------ | ----------------------------------------- | --------------------- | ---------------- |
| 2003 | Gulnara Fattachetdinovová Galina Fokinová        | Irina Bulykinová Jelena Jaryšková         | 6–0, 6–3              | ITF – 25 000 USD |
| 2004 | Maria Golovizninová Jevgenija Kulikovská         | Darja Kustovová Elena Tatarkovová         | 7–5, 6–1; ↓           | ITF – 50 000 USD |
| 2005 | Nina Bratčikovová Jekatěrina Makarovová          | Jekatěrina Kosminská Alla Kudrjavcevová   | 7–6(7–2), 6–2         | ITF – 25 000 USD |
| 2006 | Anastasija Pavljučenkovová Julia Solonická       | Julia Bejgelzimerová Alla Kudrjavcevová   | 6–1, 6–4              | ITF – 25 000 USD |
| 2007 | nekonal se                                       | nekonal se                                | nekonal se            | ITF – 25 000 USD |
| 2008 | Nikola Fraňková Anastasija Pavljučenkovová (2)   | Nina Bratčikovová Vasilisa Davydovová     | 6–2, 6–2              | ITF – 25 000 USD |
| 2009 | turnaj se nekonal                                | turnaj se nekonal                         | turnaj se nekonal     |                  |
| 2014 | turnaj se nekonal                                | turnaj se nekonal                         | turnaj se nekonal     |                  |
| 2015 | Viktorija Golubicová Aljaksandra Sasnovičová     | Stéphanie Foretzová Ana Vrljićová         | 6–4, 7–5              | ITF – 50 000 USD |
| 2016 | Martina Hingisová Sania Mirzaová                 | Věra Duševinová Barbora Krejčíková        | 6–3, 6–1              | WTA Premier      |
| 2017 | Jeļena Ostapenková Alicja Rosolská               | Darija Juraková Xenia Knollová            | 3–6, 6–2, [10–5]      | WTA Premier      |
| 2018 | Timea Bacsinszká Věra Zvonarevová                | Alla Kudrjavcevová Katarina Srebotniková  | 2–6, 6–1, [10–3]      | WTA Premier      |
| 2019 | Margarita Gasparjanová Jekatěrina Makarovová (2) | Anna Kalinská Viktória Kužmová            | 7–5, 7–5              | WTA Premier      |
| 2020 | Šúko Aojamová Ena Šibaharaová                    | Kaitlyn Christianová Alexa Guarachiová    | 4–6, 6–0, [10–3]      | WTA Premier      |
| 2021 | Nadija Kičenoková Ioana Raluca Olaruová          | Kaitlyn Christianová Sabrina Santamariová | 2–6, 6–3, [10–8]      | WTA 500          |
| 2022 | Anna Kalinská Caty McNallyová                    | Alicja Rosolská Erin Routliffeová         | 6–3, 6–7(5–7), [10–4] | WTA 500          |